# Puits-la-Vallée
Puits-la-Vallée is een gemeente in het Franse departement Oise (regio Hauts-de-France) en telt 199 inwoners (2004). De plaats maakt deel uit van het arrondissement Clermont.

## Geografie
De oppervlakte van Puits-la-Vallée bedraagt 4,3 km², de bevolkingsdichtheid is 46,3 inwoners per km².
De onderstaande kaart toont de ligging van Puits-la-Vallée met de belangrijkste infrastructuur en aangrenzende gemeenten.

## Demografie
Onderstaande figuur toont het verloop van het inwonertal (bron: INSEE-tellingen).